# Bảng tổng sắp huy chương Thế vận hội Mùa hè 1996
Bảng tổng sắp huy chương Thế vận hội Mùa hè 1996 là bảng danh sách các quốc gia đạt huy chương tại Thế vận hội Mùa hè 1996 được tổ chức tại Atlanta, Georgia, Hoa Kỳ từ ngày 19 tháng 7 đến ngày 4 tháng 8 năm 1996. Có 10.318 vận động viên đến từ 197 quốc gia và vùng lãnh thổ đã tham gia tranh tài ở 26 môn thể thao với 271 bộ huy chương.
Có 79 đoàn có huy chương trong khi 118 đoàn khác lại không có huy chương nào. Hoa Kỳ đat nhiều huy chương nhất (101), trong đó có 44 huy chương vàng và 32 huy chương bạc, trong khi Đức đoạt nhiều huy chương đồng nhất (27).

## Bảng tổng sắp huy chương

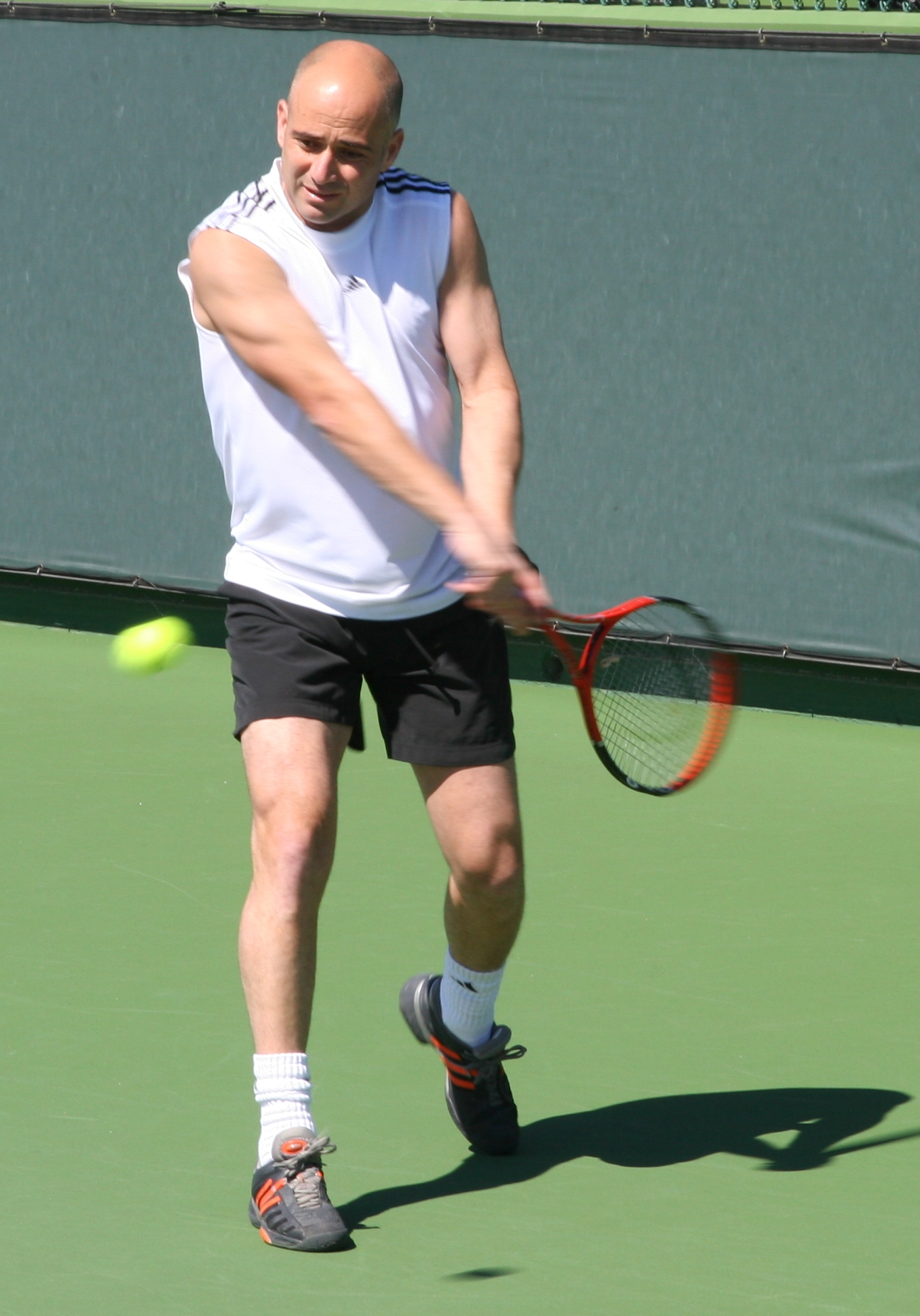
Andre Agassi giành huy chương vàng trong cuộc thi quần vợt đơn nam.

Bảng tổng sắp huy chương dựa trên thông tin được cung cấp bởi Ủy ban Olympic quốc tế (IOC) và phù hợp với quy ước IOC trong các bảng tổng sắp huy chương được công bố. Theo mặc định, bảng được sắp xếp theo số huy chương vàng giành được bởi một NOC. Số huy chương bạc được xem xét tiếp theo và sau đó là số huy chương đồng. Nếu các quốc gia vẫn bị ràng buộc, xếp hạng bằng nhau được đưa ra và chúng được liệt kê theo thứ tự abc theo mã quốc gia IOC. Huy chương giành được trong các cuộc thi đồng đội chỉ được tính một lần, bất kể có bao nhiêu vận động viên giành huy chương như một phần của đội tuyển.
Từ khóa
| Hạng                | Đoàn                      | Vàng | Bạc | Đồng | Tổng số |
| ------------------- | ------------------------- | ---- | --- | ---- | ------- |
| 1                   | Hoa Kỳ                    | 44   | 32  | 25   | 101     |
| 2                   | Nga                       | 26   | 21  | 16   | 63      |
| 3                   | Đức                       | 20   | 18  | 27   | 65      |
| 4                   | Trung Quốc                | 16   | 22  | 12   | 50      |
| 5                   | Pháp                      | 15   | 7   | 15   | 37      |
| 6                   | Ý                         | 13   | 10  | 12   | 35      |
| 7                   | Úc                        | 9    | 9   | 23   | 41      |
| 8                   | Cuba                      | 9    | 8   | 8    | 25      |
| 9                   | Ukraina                   | 9    | 2   | 12   | 23      |
| 10                  | Hàn Quốc                  | 7    | 15  | 5    | 27      |
| 11                  | Ba Lan                    | 7    | 5   | 5    | 17      |
| 12                  | Hungary                   | 7    | 4   | 10   | 21      |
| 13                  | Tây Ban Nha               | 5    | 6   | 6    | 17      |
| 14                  | România                   | 4    | 7   | 9    | 20      |
| 15                  | Hà Lan                    | 4    | 5   | 10   | 19      |
| 16                  | Hy Lạp                    | 4    | 4   | 0    | 8       |
| 17                  | Cộng hòa Séc              | 4    | 3   | 4    | 11      |
| 18                  | Thụy Sĩ                   | 4    | 3   | 0    | 7       |
| 19                  | Thổ Nhĩ Kỳ                | 4    | 1   | 1    | 6       |
| 19                  | Đan Mạch                  | 4    | 1   | 1    | 6       |
| 21                  | Canada                    | 3    | 11  | 8    | 22      |
| 22                  | Bulgaria                  | 3    | 7   | 5    | 15      |
| 23                  | Nhật Bản                  | 3    | 6   | 5    | 14      |
| 24                  | Kazakhstan                | 3    | 4   | 4    | 11      |
| 25                  | Brasil                    | 3    | 3   | 9    | 15      |
| 26                  | New Zealand               | 3    | 2   | 1    | 6       |
| 27                  | Nam Phi                   | 3    | 1   | 1    | 5       |
| 28                  | Ireland                   | 3    | 0   | 1    | 4       |
| 29                  | Thụy Điển                 | 2    | 4   | 2    | 8       |
| 30                  | Na Uy                     | 2    | 2   | 3    | 7       |
| 31                  | Bỉ                        | 2    | 2   | 2    | 6       |
| 32                  | Nigeria                   | 2    | 1   | 3    | 6       |
| 33                  | CHDCND Triều Tiên         | 2    | 1   | 2    | 5       |
| 34                  | Algérie                   | 2    | 0   | 1    | 3       |
| 34                  | Ethiopia                  | 2    | 0   | 1    | 3       |
| 36                  | Anh Quốc                  | 1    | 8   | 6    | 15      |
| 37                  | Belarus                   | 1    | 6   | 8    | 15      |
| 38                  | Kenya                     | 1    | 4   | 3    | 8       |
| 39                  | Jamaica                   | 1    | 3   | 2    | 6       |
| 40                  | Phần Lan                  | 1    | 2   | 1    | 4       |
| 41                  | Indonesia                 | 1    | 1   | 2    | 4       |
| 41                  | Cộng hòa Liên bang Nam Tư | 1    | 1   | 2    | 4       |
| 43                  | Slovakia                  | 1    | 1   | 1    | 3       |
| 43                  | Iran                      | 1    | 1   | 1    | 3       |
| 45                  | Armenia                   | 1    | 1   | 0    | 2       |
| 45                  | Croatia                   | 1    | 1   | 0    | 2       |
| 47                  | Thái Lan                  | 1    | 0   | 1    | 2       |
| 47                  | Bồ Đào Nha                | 1    | 0   | 1    | 2       |
| 49                  | Ecuador                   | 1    | 0   | 0    | 1       |
| 49                  | Costa Rica                | 1    | 0   | 0    | 1       |
| 49                  | Hồng Kông                 | 1    | 0   | 0    | 1       |
| 49                  | Syria                     | 1    | 0   | 0    | 1       |
| 49                  | Burundi                   | 1    | 0   | 0    | 1       |
| 54                  | Argentina                 | 0    | 2   | 1    | 3       |
| 55                  | Slovenia                  | 0    | 2   | 0    | 2       |
| 55                  | Namibia                   | 0    | 2   | 0    | 2       |
| 57                  | Áo                        | 0    | 1   | 2    | 3       |
| 58                  | Uzbekistan                | 0    | 1   | 1    | 2       |
| 58                  | Moldova                   | 0    | 1   | 1    | 2       |
| 58                  | Malaysia                  | 0    | 1   | 1    | 2       |
| 61                  | Latvia                    | 0    | 1   | 0    | 1       |
| 61                  | Tonga                     | 0    | 1   | 0    | 1       |
| 61                  | Philippines               | 0    | 1   | 0    | 1       |
| 61                  | Bahamas                   | 0    | 1   | 0    | 1       |
| 61                  | Zambia                    | 0    | 1   | 0    | 1       |
| 61                  | Azerbaijan                | 0    | 1   | 0    | 1       |
| 61                  | Đài Bắc Trung Hoa         | 0    | 1   | 0    | 1       |
| 68                  | Gruzia                    | 0    | 0   | 2    | 2       |
| 68                  | Maroc                     | 0    | 0   | 2    | 2       |
| 68                  | Trinidad và Tobago        | 0    | 0   | 2    | 2       |
| 71                  | Mozambique                | 0    | 0   | 1    | 1       |
| 71                  | Litva                     | 0    | 0   | 1    | 1       |
| 71                  | Israel                    | 0    | 0   | 1    | 1       |
| 71                  | Ấn Độ                     | 0    | 0   | 1    | 1       |
| 71                  | México                    | 0    | 0   | 1    | 1       |
| 71                  | Tunisia                   | 0    | 0   | 1    | 1       |
| 71                  | Mông Cổ                   | 0    | 0   | 1    | 1       |
| 71                  | Puerto Rico               | 0    | 0   | 1    | 1       |
| 71                  | Uganda                    | 0    | 0   | 1    | 1       |
| Tổng số (79 đơn vị) | Tổng số (79 đơn vị)       | 271  | 273 | 298  | 842     |